# Malmö (stad)
Malmö (Zweedse uitspraakⓘ Malmö ['malmø:]); (Deens: Malmø) is de op twee na grootste stad van Zweden. Het is de hoofdstad van Skåne län, de zuidelijkst gelegen provincie in Zweden.
De stad had 365.644 inwoners eind 2024 en heeft een oppervlakte van 7176 hectare. Groot-Malmö (de stad, de gemeente Malmö en omliggende gemeentes) heeft circa 700.000 inwoners. De plaats ligt in het landschap Skåne in de gemeenten Malmö en Burlöv het is ook de hoofdplaats van de gemeente Malmö.
Ten zuiden van Malmö bevindt zich de Sontbrug, die Zweden verbindt met Denemarken. De transnationale regio Sont (Öresund) wordt met rond de 3,5 miljoen inwoners ook wel de grootste metropool van Scandinavië genoemd. Aan de Deense zijde van de 16 kilometer lange gecombineerde spoor- en autowegverbinding ligt Kopenhagen.

## Geschiedenis
Malmö was oorspronkelijk een Deense stad. Rond 1300 begon de stad sterk te groeien en was vooral in de 16e eeuw van groot economisch belang. Bij de Vrede van Roskilde in 1658 ging de stad, samen met het omliggende Skåneland, over in Zweedse handen.
In 1840 richtte Frans Henrik Kockum de werkplaats op van waaruit de scheepswerf Kockums zich uiteindelijk ontwikkelde tot een van de grootste scheepswerven ter wereld. Mede hierdoor werd Malmö een stad met belangrijke textiel- en mechanische industrieën. In 1870 haalde Malmö Norrköping in om de op twee na dichtstbevolkte stad van Zweden te worden, en tegen 1900 had Malmö circa 60.000 inwoners. Malmö bleef groeien in de eerste helft van de 20e eeuw. De bevolking nam toe tot 100.000 in 1915 en tot 200.000 in 1952.
Op 18 en 19 december 1914 vond in Malmö de 'bijeenkomst van de drie koningen' plaats. Tijdens deze historische ontmoeting legden de drie Scandinavische koningen onderlinge geschillen tussen hun landen bij en besloten zij samen als neutrale landen buiten de internationale oorlog te blijven die enkele maanden eerder in Europa was uitgebroken en die later de Eerste Wereldoorlog zou gaan heten.
In 1971 had Malmö een piek van 265.000 inwoners. Halverwege de jaren zeventig beleefde Zweden een recessie die vooral de industriële sector hard trof; scheepswerven en zware industrieën leden eronder, wat in veel steden van Skåne tot hoge werkloosheid leidde. 
In de eerste decennia van de 21e eeuw heeft Malmö te kampen met falende integratie van groepen immigranten. Een wijk waar veel immigranten wonen is Rosengård. Ondanks dat sloeg Malmö de weg omhoog in en groeide ook het inwoneraantal van de stad weer. Moderne wijken als Västra Hamnen werden gebouwd. In 1998 werd Malmö Högskola opgericht. De onderwijsinstelling verkreeg in 2018 de status van universiteit en heet voortaan Malmö Universitet. Sinds het jaar 2000 heeft Malmö in de Sontbrug een wegverbinding met het nabij gelegen Deense Kopenhagen, wat de stad een belangrijke schakel maakt in het wegverkeer tussen Zweden en het Europese vasteland.

## Bezienswaardigheden

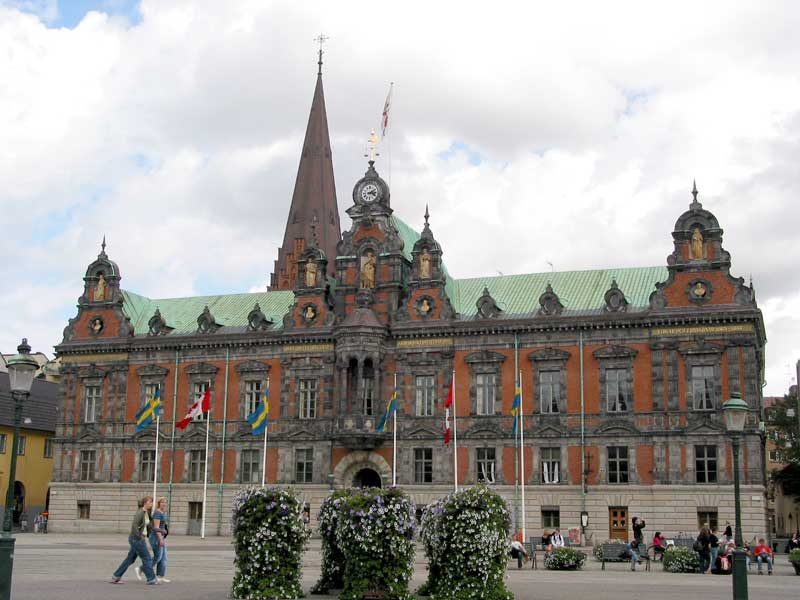
Raadhuis

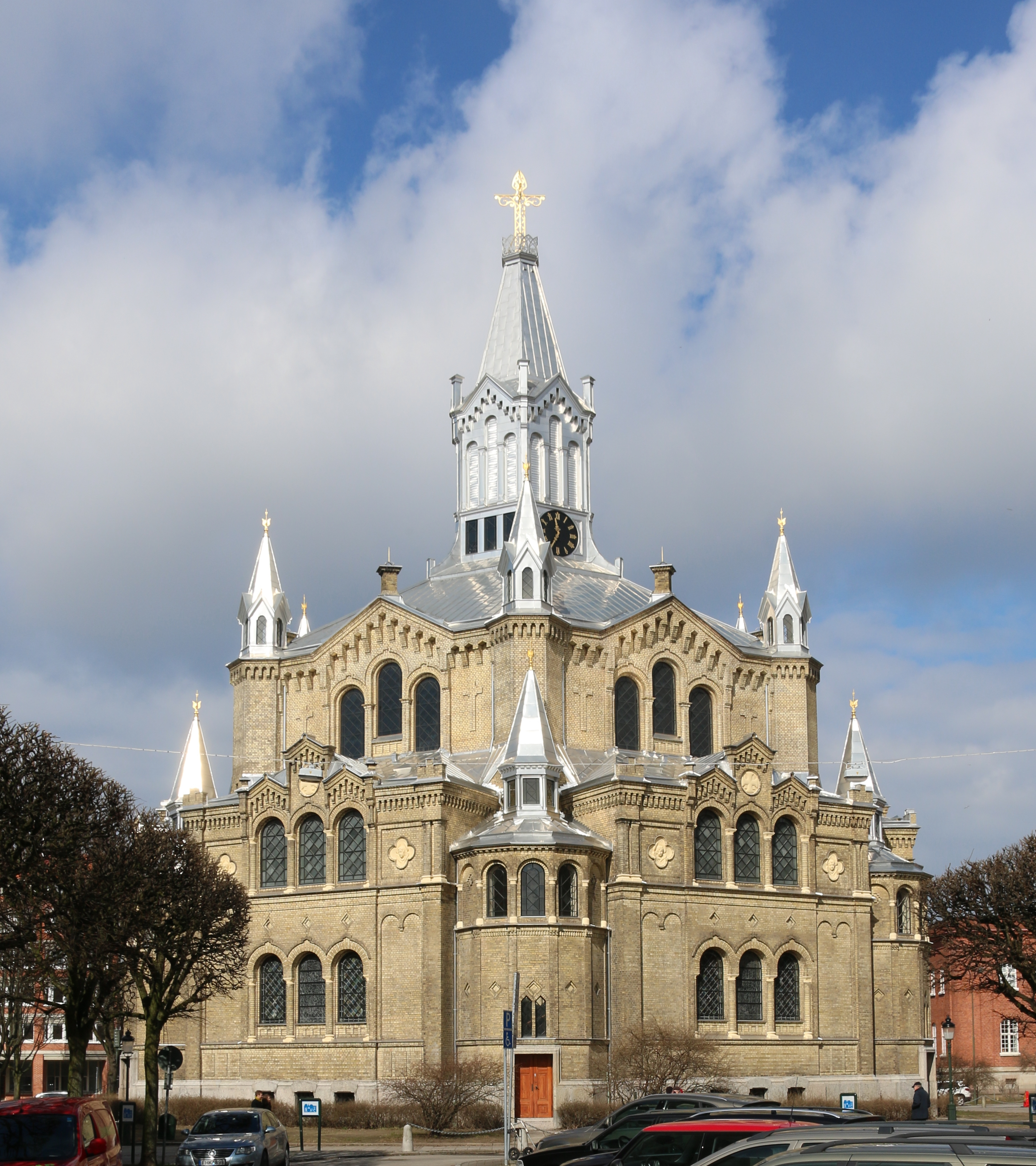
St. Pauli-kerk

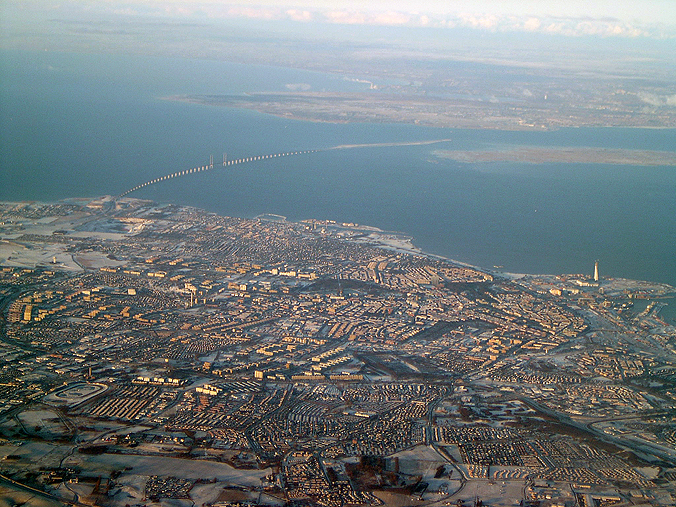
Malmö en de Sont met daarin de Sontbrug

De oudste bezienswaardigheden van Malmö zijn het kasteel Malmöhus (gebouwd in 1434, nu een museum), het Rådhuset (Raadhuis, gebouwd in 1546) en de Sankt Petri kyrka (Sint-Pieterskerk, 14e eeuw). Bo01 is een EXPO-gebied in Västra Hamnen met moderne architectuur. Västra Hamnen is een van de duurzaamste wijken ter wereld. Er zijn prijzen gewonnen voor innovatieve oplossingen op het gebied van energie, transport en afvalbeheer.
Malmö kent veel parken, zoals Folkets Park, Kungsparken, Slottsparken en Pildammsparken. In de zomermaanden zijn deze extra versierd en worden ze goed onderhouden. Triangeln is een modern winkelcentrum. Stortorget is het grote plein in het oude stadsgedeelte met het Raadhuis als belangrijkste gebouw. Het daarnaast gelegen Lilla Torg is een klein plein met oudere gebouwen en restaurants en cafés. Malmö ligt aan zee met een strand.
Vanaf de jachthaven heeft men uitzicht op de Sontbrug. Bij heel helder weer is de luchthaven van Kopenhagen, Kastrup, herkenbaar.
De Turning Torso was het hoogste gebouw van Scandinavië tot de Karlatornet in Göteborg opgeleverd werd in 2024. De Turning Torso is ontworpen door Santiago Calatrava. Het gebouw dat zich in Västra Hamnen bevindt, is onder voorwaarden te boeken voor rondleidingen.
Verder is er Gustav Adolfs Torg. Dit is het middenplein van de stad. Rondom dit plein zijn winkels en winkelcentra (zoals de Hansa) gevestigd. Het Hansa-winkelcentrum bestaat uit een aantal 'blokken' van maximaal drie etages hoog, die met elkaar zijn verbonden door middel van een brug op de eerste etage. De Synagoge van Malmö was het eerste niet-christelijke gebedshuis van de stad.

## Evenementen
Malmö heeft een jaarlijks gratis stadsfestival in augustus, Malmöfestivalen. Er zijn dan diverse muziekpodia verspreid over het stadscentrum en de parken.
Elke maart vindt er een kinder- en jeugdfilmfestival plaats, Barn- och ungdomsfilmfestivalen i Malmö (BUFF). Sinds 2008 wordt er ook een Zweedse versie van Music For Life/Serious Request gehouden in Malmö, Musikhjälpen genaamd.
In 1992, 2013 en 2024 werd het Eurovisiesongfestival in Malmö gehouden.

## Verkeer
Vanwege de ligging is Malmö een verkeersknooppunt in het uiterste zuiden van Zweden. De Sontbrug is een verbinding voor weg- en spoorverkeer tussen Zweden en Denemarken. Vanuit station Malmö Centraal vertrekken treinen richting onder andere Stockholm, Noorwegen (via Göteborg), Kopenhagen en Hamburg via de Vogelfluglinie en naar Berlijn via de Königslinie. De zeehaven van Malmö heeft vaste veerbootverbindingen met de Duitse steden Lübeck (Travemünde) en Rostock. Ook heeft het een luchthaven, Malmö Airport.
In 2010 is de Citytunnel Malmö geopend, een spoorlijnverbinding tussen Malmö Centraal en de Sontbrug.
Rond de stad lopen de wegen E6, E20, E22, E65, Riksväg 11 en Länsväg 101.

## Sport
Voetbal is een belangrijke sport in Malmö. Malmö FF is zowel bij de mannen als vrouwen meervoudig Zweeds kampioen. Bij de mannen is het zelfs de recordkampioen. De club speelt haar wedstrijden in het Eleda Stadion.
Malmö was speelstad bij het WK Voetbal 1958 en het EK Voetbal 1992. De wedstrijden werden destijds gespeeld in het Malmö Stadion.
Daarnaast is stervoetballer Zlatan Ibrahimović geboren en getogen in Malmö.

## Geografie

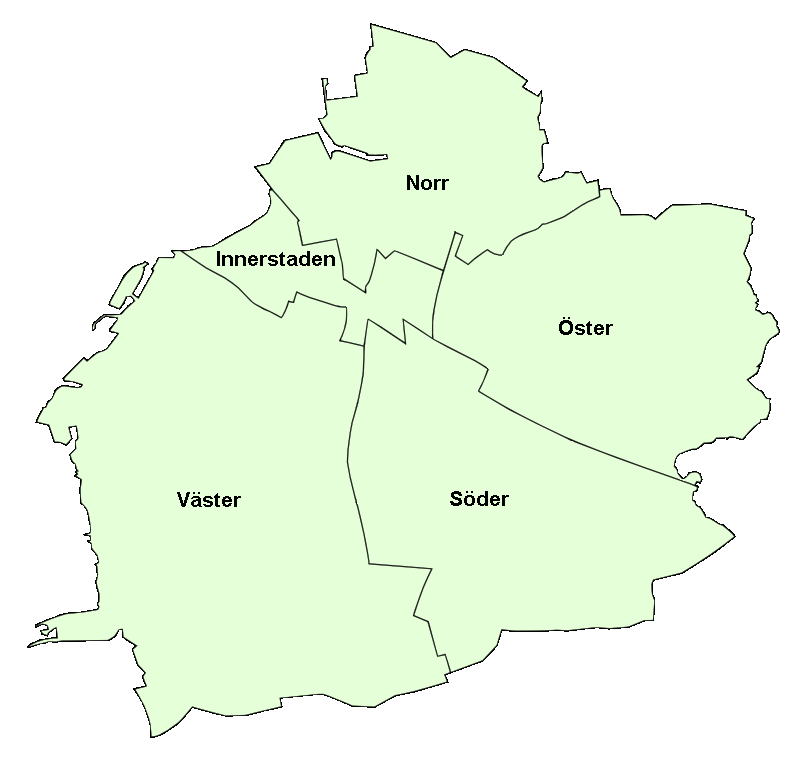
Stadsdelen vanaf 1 juli 2013

Malmö was opgedeeld in tien stadsdelen:
| Naam               | Inwoners (2013) | deelgebieden (Delområden) |
| ------------------ | --------------- | ------------------------- |
| Centrum            | 47.171          | 22                        |
| Södra Innerstaden  | 34.671          | 11                        |
| Västra Innerstaden | 33.191          | 14                        |
| Limhamn-Bunkeflo   | 42.646          | 19                        |
| Hyllie             | 32.998          | 14                        |
| Fosie              | 43.889          | 17                        |
| Oxie               | 12.453          | 8                         |
| Rosengård          | 23.563          | 10                        |
| Husie              | 20.769          | 14                        |
| Kirseberg          | 14.959          | 9                         |
| Totaal             |                 | 138                       |

Op 1 juli 2013 is de stad gereorganiseerd naar vijf stadsdelen die totaal in 134 deelgebieden zijn onderverdeeld:
| Naam        | Inwoners (2013) |
| ----------- | --------------- |
| Norr        | 62.130          |
| Öster       | 67.862          |
| Söder       | 75.644          |
| Väster      | 56.342          |
| Innerstaden | 44.332          |

## Foto's

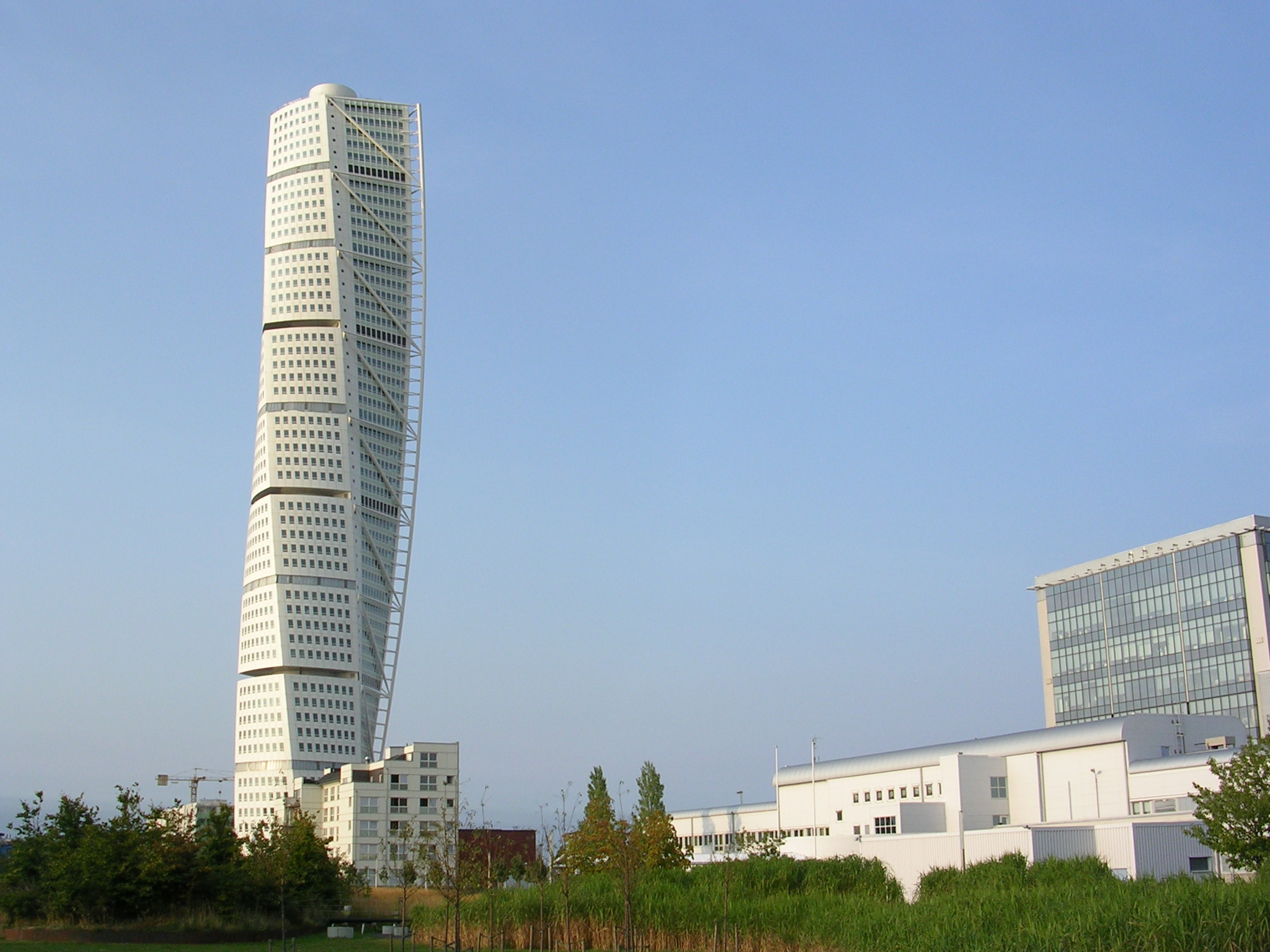
Het Turning Torso-gebouw, ontworpen door Santiago Calatrava
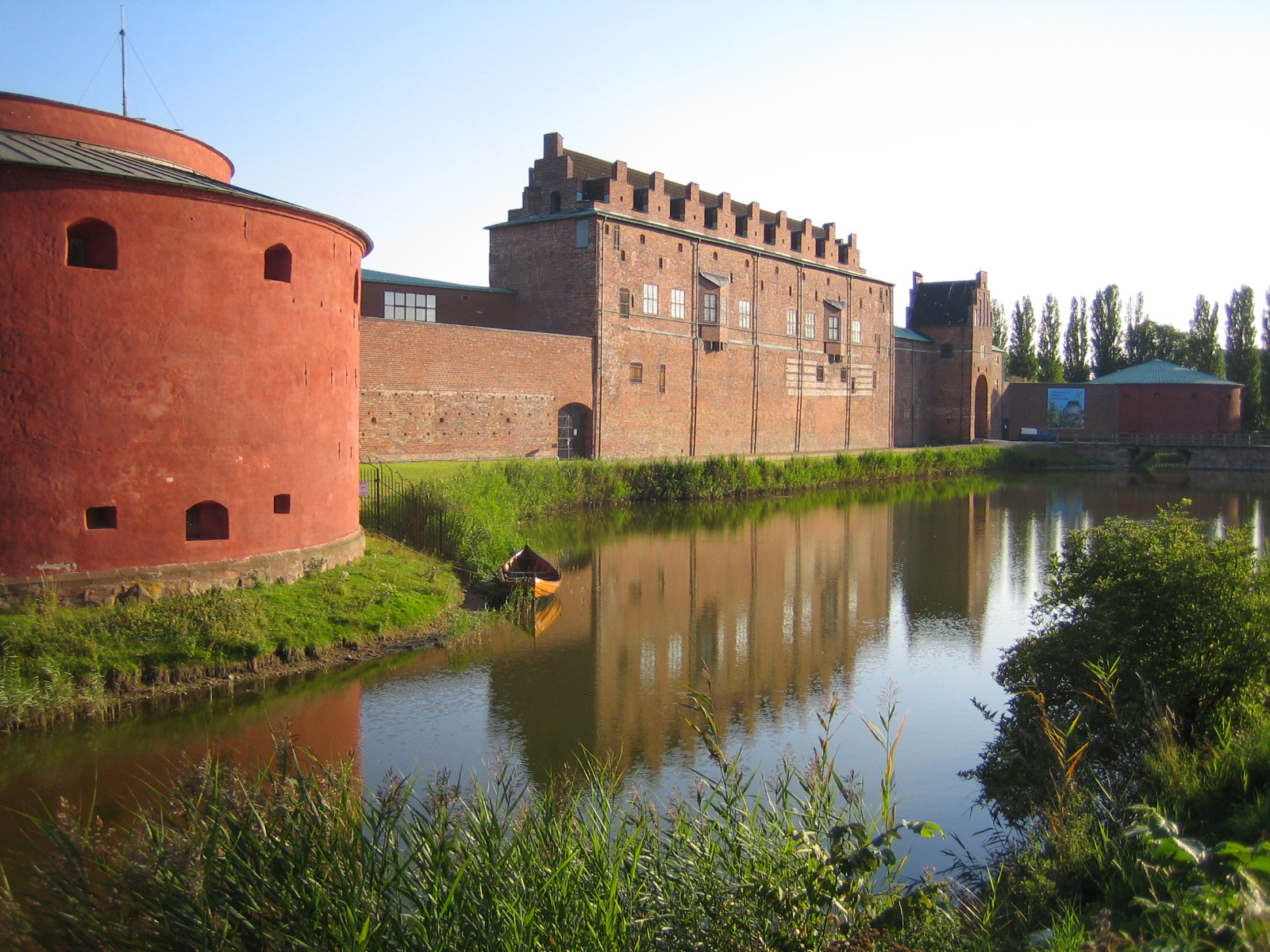
Kasteel Malmöhus, nu een museum
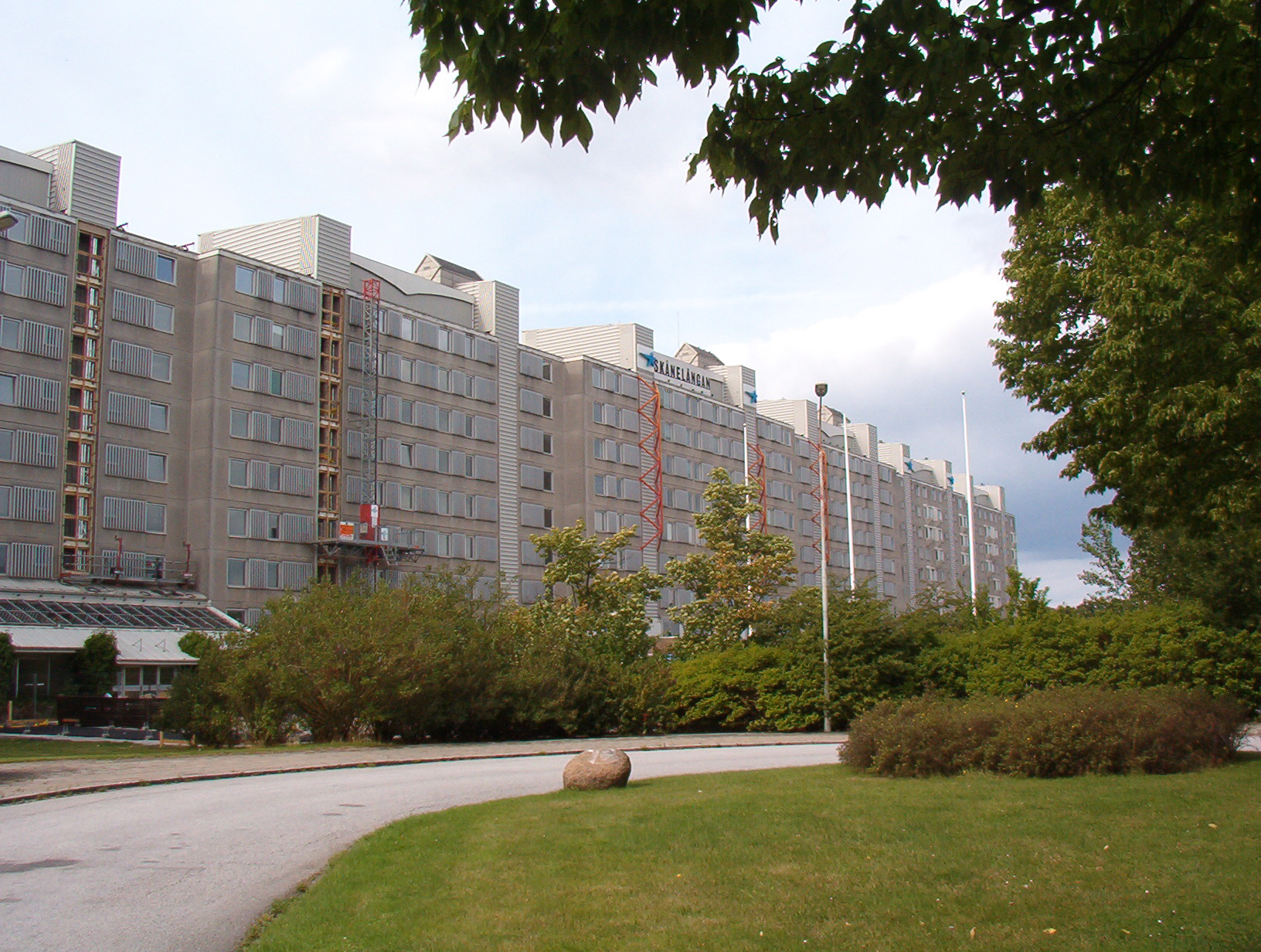
Rosengård
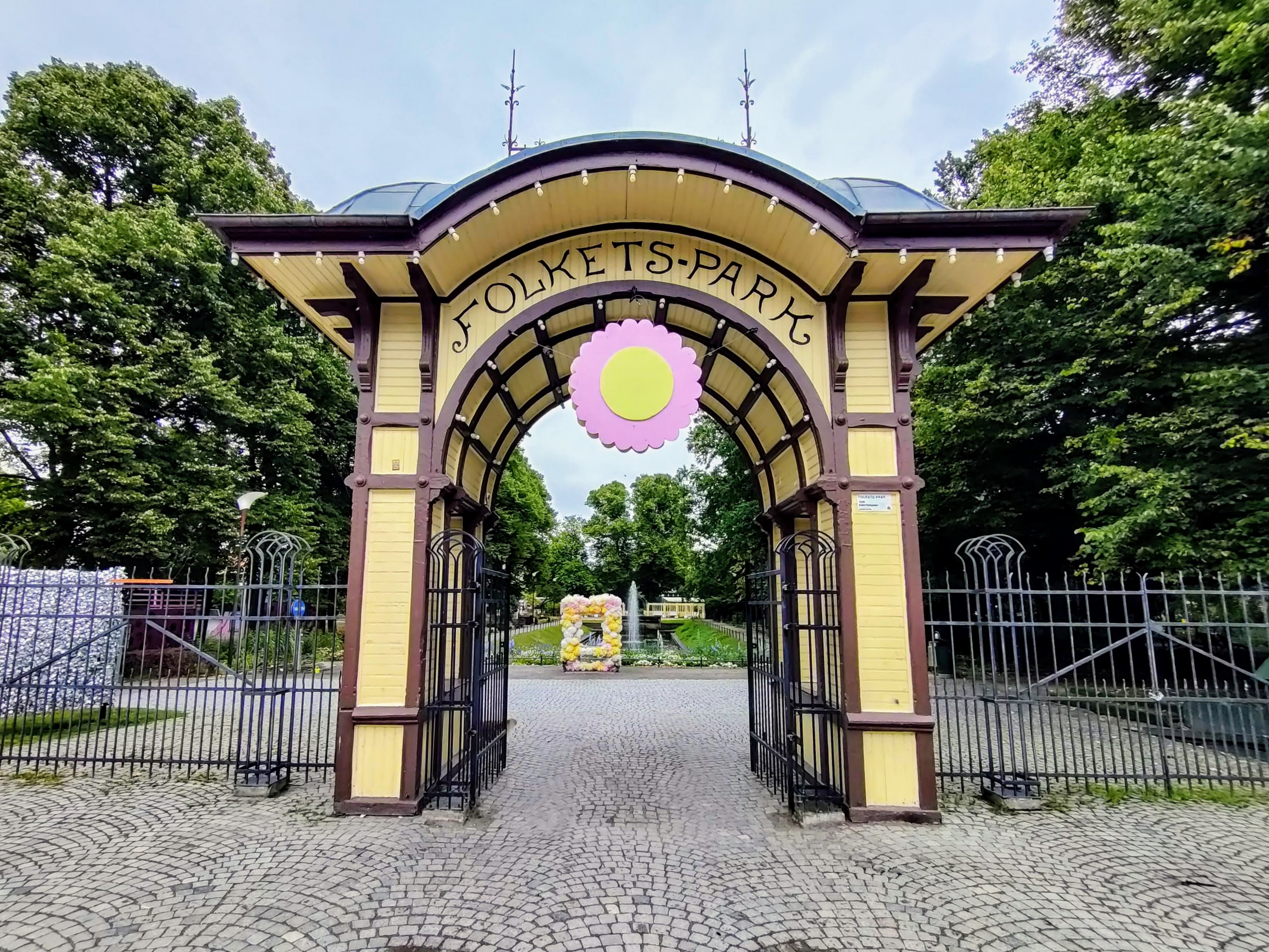
Entree van Folketspark.
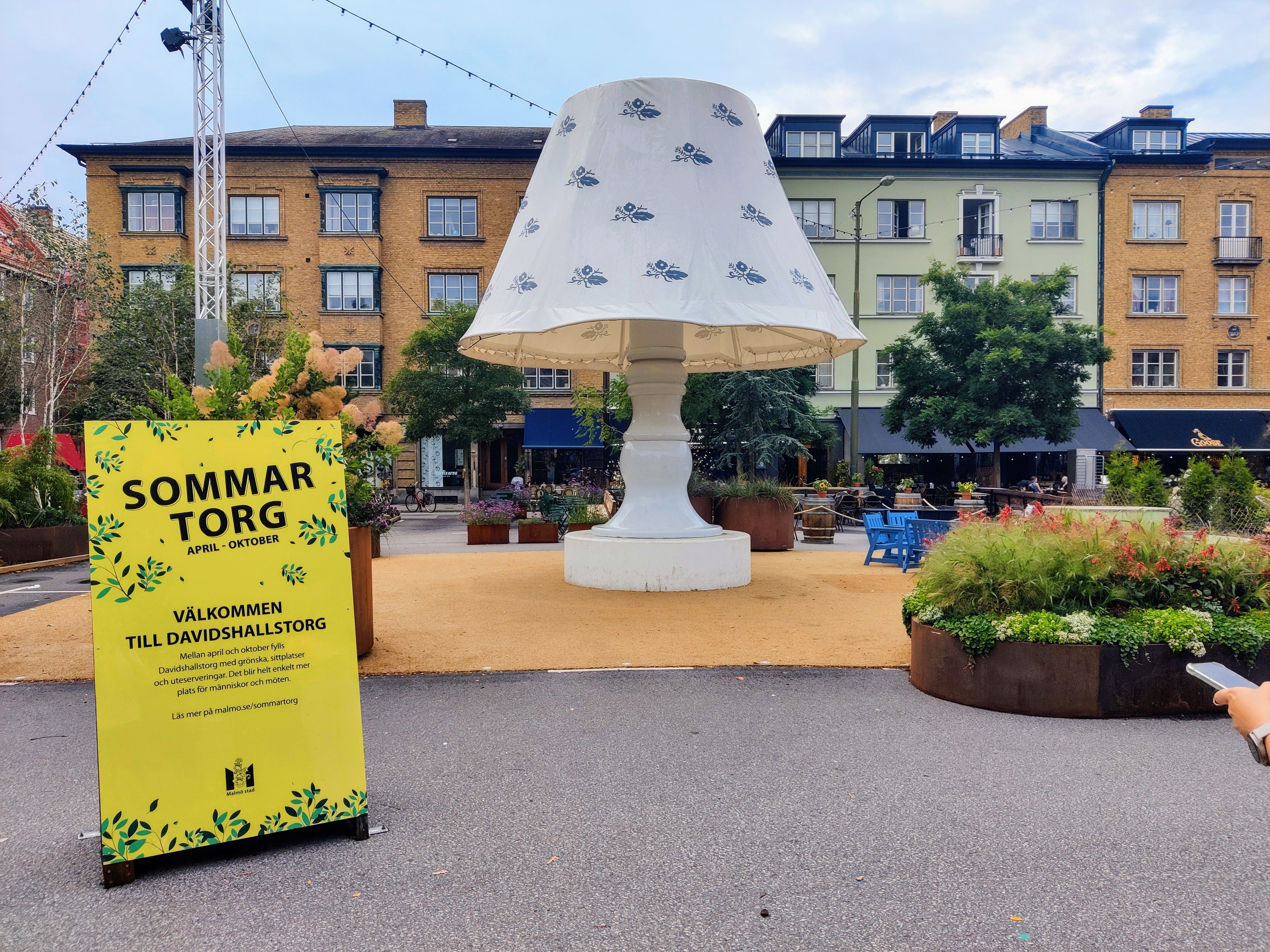
Zomerse decoratie in de stadsparken van Malmö.